# Christian Skröder
Christian Nicolaus Skröder, född den 15 oktober 1814 i Västra Rud, Stavnäs socken, Värmlands län, död den 2 november 1879 i Hosjö församling, Kopparbergs län
, var en svensk brukspatron och förvaltare för Korsnäs Sågverks AB..
Skröder, som var son till löjtnanten Gustaf Adolf Skröder och dennes hustru Jeanna Werling, tillträdde som chef vid Korsnäs 1861 och lämnade på egen begäran posten 13 år senare. I en historik över företaget har han beskrivits som en "otvivelaktigt [...] mycket driftig man" som "avslutade ett stort antal skogsköp".
Han ägde på 1870-talet Rottneby herrgård.
Skröder var gift med Maria Traung (död i Stockholm 1905), med vilken han fick döttrarna Kerstin (gift Linton) och Märta (gift Herzman) samt en son, grosshandlare Gösta Skröder.